# Diergeneeskunde

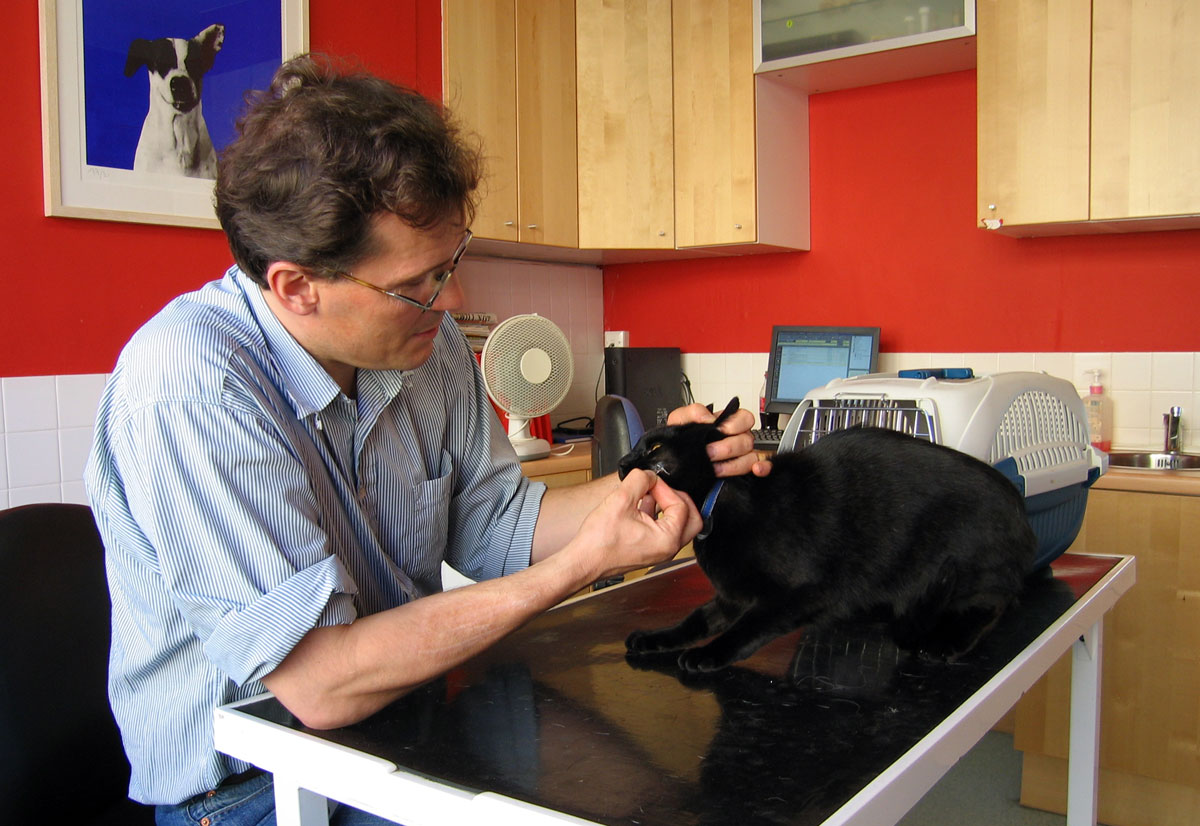
Een dierenarts aan het werk

Diergeneeskunde of veterinaire geneeskunde is een universitaire discipline. De studie diergeneeskunde leidt op tot het beroep van dierenarts. Veel dierenartsen behandelen dieren (practici), maar er zijn ook dierenartsen werkzaam in andere functies. Bijvoorbeeld in het wetenschappelijk onderzoek en onderwijs, in bestuur- en beleidsfuncties of in de veterinaire volksgezondheid (waarin de zorg voor de veiligheid van voedingsmiddelen van dierlijke oorsprong een grote rol speelt).

## Opleiding

### Nederland
De opleiding diergeneeskunde kan in Nederland alleen aan de Universiteit Utrecht gevolgd worden, bij de faculteit Diergeneeskunde, en duurt zes jaar. Om met deze opleiding te mogen beginnen, is een vwo-diploma vereist met het profiel natuur en gezondheid met Natuurkunde of het profiel natuur en techniek met Biologie. Bovendien geldt er voor de opleiding een numerus fixus. Om in aanmerking te komen voor toelating moet men voldoen aan de vooropleidingseisen en meedoen aan de selectieprocedure. De opleiding is verdeeld in een bachelor- en mastercurriculum. 
De Universiteit Utrecht vermeldt op de website: "In september 2007 is diergeneeskunde begonnen met het eerste jaar van de driejarige bachelor. In jaar 1 van de opleiding wordt begonnen met het leggen van een algemene basis, het bouwplan. In dit bouwplan wordt lesgegeven in de grondbeginselen van een aantal structuren en processen in het dierlijke lichaam. Er wordt ingezoomd op cel- en molecuulniveau, maar er wordt ook gekeken naar populatiedynamica. In het laatste deel van jaar een en in de jaren twee en drie wordt thematisch onderwijs aangeboden waarin diersoortoverschrijdend inzicht in gezonde en zieke dieren centraal staat."
De studie diergeneeskunde is veranderd. Sinds 2007 heeft ook Diergeneeskunde een bachelor-masterstructuur. Het studieprogramma biedt nu ook studiepaden gericht op bestuur- en beleidsfuncties, veterinaire volksgezondheid (veiligheid van voedingsmiddelen van dierlijke oorsprong) en wetenschappelijk onderzoek.

### Vlaanderen
De opleiding diergeneeskunde (voor de oudere generatie "veeartsenijkunde") duurt ook hier zes jaar. Enkel aan de Universiteit Gent (UGent) kan men als dierenarts afstuderen. De faculteit diergeneeskunde ontstond in 1933 als eerste Nederlandstalige "veterinaire school". Het is wel mogelijk om de eerste 3 jaar van de opleiding aan de Universiteit Antwerpen te volgen. Tijdens de driejarige bachelor krijgt de student een grondige kennismaking met de basiswetenschappen en bestudeert men vooral het "gezonde" dier. De driejarige master legt de nadruk op de pathologie en de behandeling/therapie, waarbij praktijk en stage een toenemend aandeel krijgt. Ook in Vlaanderen dient men sinds 2023 eerst het toelatingsexamen af te leggen.

## Geschiedenis
Tot de 17e eeuw werden personen die zieke dieren behandelden over een kam geschoren met hoefsmeden en in Vlaanderen smet genoemd, maar vanaf toen werden ze apart aangeduid als peirdemeester.
In de moderne geschiedenis ontstond rond 1761 in Frankrijk met Claude Bourgelat de eerste diergeneeskundige opleiding ter wereld. De eerste scholen richtten zich vooral op legerpaarden. In Nederland wordt de eerste onderwijsstelling in 1821 in de stad Utrecht geopend met de Rijks Veeartsenijschool en Alexander Numan (1780-1852) als grondlegger van de Nederlandse diergeneeskunde.